# Squatina albipunctata
Squatina albipunctata — вид рода плоскотелых акул одноимённого семейства отряда скватинообразных. Эти акулы встречаются в западной части Тихого океана на глубине до 415 м. Максимальная зарегистрированная длина — 98,5 см. У них уплощённые голова и тело, внешне они похожи на скатов, но в отличие от последних, жабры скватин расположены по бокам туловища и рот находится в передней части рыла, а не на вентральной поверхности. Эти акулы размножаются путём яйцеживорождения. Рацион состоит из небольших рыб и беспозвоночных. Не представляют интереса для коммерческого рыбного промысла. 

## Таксономия
Впервые вид был научно описан в 2008 году. Голотип представляет собой взрослого самца длиной 98,5 см, пойманного у берегов Виктории (38°42′ ю. ш. 148°18′ в. д.) на глубине 84—92 м. Паратипы: неполовозрелый самец длиной 72,2 см, пойманный в водах Квинсленда на глубине 314—319 м; самка длиной 27,6 см, пойманная на Большом Барьерном рифе на глубине 302—306 м; неполовозрелый самец длиной 59,6 см, пойманный у побережья Нового Южного Уэльса на глубине 131—133 м; неполовозрелый самец длиной 32,1 см, пойманный в Batemans Bay на глубине 115—117 м; самка длиной 30,1 см, пойманная на рифе Сумарез на глубине 246—254 м; самка длиной 31,9 см, пойманная на рифе Флиндерс на глубине 212 м; неполовозрелый самец длиной 29,6 см, пойманный к востоку от Сиднея на глубине 348—350 м; неполовозрелый самец длиной 40,7 см, пойманный к северо-востоку от Сиднея на глубине 204—210 м и неполовозрелый самец длиной 31,6 см, пойманный у берегов города Улладулла, Новый Южный Уэльс.
Ранее этих акул путали с австралийскими скватинами, ареал которых ограничен внешним крем континентального шельфа южного побережья Австралии. В районе Ньюкасла, Новый Южный Уэльс, и на восточном побережье Виктории ареалы этих видов пересекаются.
Видовое название происходит от слов лат. albus  — «белый» и лат. punctatum — «покрытый точками».

## Ареал
Squatina albipunctata являются эндемиками восточного побережья Австралии (Новый Южный Уэльс, Квинсленд, Виктория). Они встречаются на внешнем крае континентального шельфа и верхней части материкового склона на глубине от 37 до 415 м, по другим данным от 60 до 315 м.

## Описание
У Squatina albipunctata крепкое уплощённое тело, не сужающееся в районе основания брюшных плавников. Хвост сплющен даже в основании хвостового стебля. Брюхо слегка вытянутое. Голова широкая и плоская, имеет овальное сечение. Характерные для скватин крыловидные грудные плавники очень широкие и мясистые у основания. Брюшные плавники крупные и удлинённые. Спинные плавники одинакового размера и формы, имеют вертикальный постав и расположены близко друг к другу. Тело плотно покрыто плакоидной чешуёй. 

## Биология
Рацион этих скватин состоит из костистых рыб и ракообразных. Эти акулы размножаются яйцеживорождением. В помёте до 20 новорожденных. По одним данным, максимальная зарегистрированная длина составляет 98,5 см, по другим — 130 см, а вес 20 кг. Длина самой маленькой особи этого вида, попавшейся в трал в водах Нового Южного Уэльса, составляла 30 см.

## Взаимодействие с человеком
Вид не представляет интереса для коммерческого рыбного промысла. В качестве прилова эти акулы попадаются в донные тралы. Мясо употребляют в пищу. Международный союз охраны природы присвоил этому виду статус «Уязвимый». 